# Модлібоґовиці
Модлібоґовиці (пол. Modlibogowice) — село в Польщі, у гміні Рихвал Конінського повіту Великопольського воєводства.
Населення — 211 осіб (2011).
У 1975-1998 роках село належало до Конінського воєводства.

## Демографія
Демографічна структура станом на 31 березня 2011 року:
|          | Загалом | Допрацездатний вік | Працездатний вік | Постпрацездатний вік |
| -------- | ------- | ------------------ | ---------------- | -------------------- |
| Чоловіки | 106     | 19                 | 75               | 12                   |
| Жінки    | 105     | 22                 | 63               | 20                   |
| Разом    | 211     | 41                 | 138              | 32                   |